# 尚文 (琉球)
尚文（1614年7月30日（萬曆四十二年六月廿四）—1673年2月18日（康熙12年1月2日）），和名中城王子朝益，是琉球國第二尚氏王朝王族。他是尚豐王的次子，尚梅岩（我謝上森按司加那志）所生。童名真牛金，號德馨。
在王世子尚恭去世後，尚文大約在崇禎年間被尚豐王立為世子，封號中城王子。世子任內，琉球建造中城御殿作為他的居所，此後中城御殿成為歷代王世子的居所。王世子妃為大城按司加那志（童名真鍋樽金，號亮直），是馬瑞彩（國頭按司正彌）之女。
尚文體弱多病，因此最終沒能繼承王位，而是由同父異母弟尚賢、尚質先後繼位。死後葬於末吉陵。夫妻二人的神主被供奉於天界寺。